# Curta

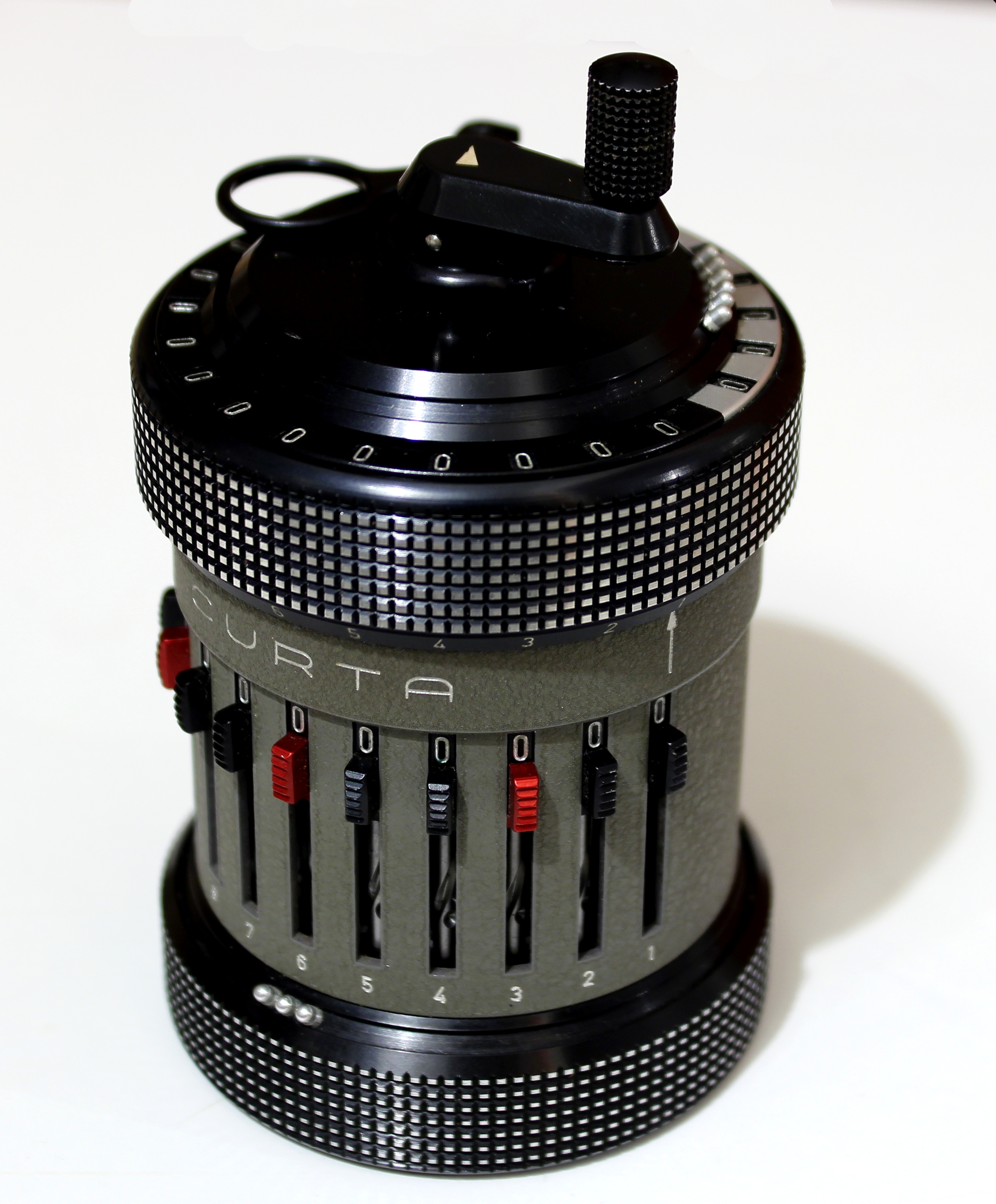
Mechanický kalkulátor Curta typ 2, serial # 523927.

Curta je mechanická kapesní kalkulačka, kterou vytvořil Curt Herzstark (1902–1988) v roce 1948. Umí sčítat, odčítat, násobit a dělit. Lze s ní počítat i odmocniny a další operace. Je velmi kompaktní, vejde se do dlaně. Curta byla považována za nejlepší kapesní kalkulačku až do 70. let 20. století, kdy je nahradily elektronické kalkulátory.
Kalkulačka svému tvůrci zachránila život. Herzstark, syn katolické matky a židovského otce, byl vzat do vazby v roce 1943, nakonec se ocitl v koncentračním táboře Buchenwald. V koncentračním táboře ho nacisti nechali pracovat na vývoji kalkulačky. Plánovali, že hotovou kalkulačku dají vůdci jako dárek k vítězství ve druhé světové válce.

## Modely
Typ I Curta má 8 číslic pro vstup dat a 11 míst pro výsledek. Podle reklamní literatury váží pouhých 230 g. Sériové číslo 70154 vyrobené v roce 1969, váží 245g.
Větší typ II Curta, který byl vyráběn od roku 1954, má 11 číslic pro zadávání dat a 15 míst pro výsledek. Váží 373g.
Bylo vyrobeno asi 140 000 kalkulaček (80 000 typ I a typ II 60 000). Poslední byla vyrobena v roce 1972.